# Sonidosaurus saihangaobiensis
Sonidosaurus saihangaobiensis es la única especie conocida del género extinto  Sonidosaurus ("Lagarto de Sonid") es un género de dinosaurio saurópodo titanosaurio, que vivió a finales del período Cretácico, entre 83,5 a 70,3 millones de años durante el Campaniense, en lo que hoy es Asia.
Conocido por solo un espécimen, este dinosaurio era un saurópodo de tamaño pequeño de solo 9 metros y 3 de alto, pesando 17 toneladas. Es solo un poco más grande que el gigante oviraptórido Gigantoraptor. Del holotipo, LH V 0010, se conocen 5 vértebras dorsales, las últimas sacras, 1 vértebra caudal anterior, varias costillas dorsales, un cheurón anterior, restos parciales de ambos Ilion e Isquion y partes del pubis izquierdo. Los restos poseen una mezcla de rasgos basales y modernos encontrados en otros titanosaurios. Junto con otros restos encontrado en Asia últimamente muestran una notable radiación adaptativa ocurrida a finales del Cretácico. Fue encontrado en la Formación Iren Dabasu, en lo que es hoy China en la localidad Saihangaobi, Sonid Zuoqi, región autónoma de Nei Mongol (Mongolia Interior). La especie tipo, Sonidosaurus saihangaobiensis, fue descrita por Xu, Zhang, Tan, Zhao, en Tan en 2006. Este saltasáurido posiblemente este vinculado con el Opisthocoelicaudia. Los descubrimientos recientes del titanosauriformes sugieren una radiación evolutiva significativa ocurriera temprano en Asia en la evolución de estos.